# Autopi
Autopi (mot-valise, contraction de automobile partage intelligent) est un service de voiture en libre service proposé dans les grandes villes lorraines par la Coopération Lorraine Autopartage (Société coopérative d'intérêt collectif à but non lucratif) entre 2012 et 2014.
Le service existait depuis février 2012 à Metz et Nancy. Il fonctionnait sous forme coopérative. Un projet d'autopartage sous une forme différente était également prévu à partir de 2012 à Thionville.

## Liquidation judiciaire
01/07/2014 : Jugement prononçant la liquidation judiciaire désignant liquidateur Me Eric Bogelmann 53, avenue Foch - 54000 Nancy, et mettant fin à la mission de l'administrateur SCP P. BAYLE - P. CHANEL - E. BAYLE prise en la personne de Me Pierre BAYLE.
Les véhicules ne sont plus accessibles.